# Eva Schmidt (Journalistin)
Eva Maria Schmidt (* 1969 in Olpe) ist eine deutsche Journalistin.

## Leben
Eva Schmidt studierte slawische Sprachen, Politikwissenschaft und Geschichte in Bonn und Moskau. Ihr Volontariat absolvierte sie beim Fernsehsender SAT.1. Anschließend arbeitete sie in der Wirtschaftsredaktion von n-tv und für die Nachrichten im ZDF-Morgenmagazin. Seit März 2011 moderiert sie das Magazin makro bei 3sat. Sie schuf auch einen Film über die wirtschaftliche Entwicklung Kubas.
2011 erhielt sie den Deutsch-Polnischen Journalistenpreis für den Film Avanti Polonia – Warschaus Weg nach Westen.
Eva Schmidt betreibt einen eigenen Blog, auf dem sie über ihre Arbeit beim Fernsehen sowie über das aktuelle Zeitgeschehen, Literatur, Politik und mehr schreibt.